# Meurtres à Charlotte
Meurtres à Charlotte (Hornet's Nest) est un téléfilm américain réalisé par Millicent Shelton et diffusé le 31 mars 2012 sur TNT.

## Synopsis
Dans la ville de Charlotte, en Caroline du Nord, un tueur en série tue des hommes d'affaires de passage dans la ville. L'inspecteur Virginia West enquête malgré elle avec Andy Brazil, un jeune journaliste qui l'accompagne sur le terrain en vue de  réaliser un reportage sur la police locale. Le jeune Brazil vit avec sa mère devenue alcoolique depuis la mort de son mari qui travaillait dans la police. La présence et les manières de Brazil exaspèrent l'inspecteur et pourtant, celui-ci s’avérera être un atout de taille pour aider à résoudre l'enquête…

## Fiche technique
- Titre original : Hornet's Nest
- Réalisation : Millicent Shelton (en)
- Scénario : Dee Johnson (en), d'après le roman de Patricia Cornwell
- Photographie : Krishna Rao (en)
- Pays d'origine :  États-Unis
- Langue originale : anglais
- Durée : 90 minutes
- Date de diffusion :
  -  France : 13 février 2014 sur TF1

## Distribution
- Sherry Stringfield : Virginia West
- Virginia Madsen : Judy Hammer
- Robbie Amell : Andy Brazil
- Michael Boatman : Richard Panessa
- Michael B. Silver : Adam Goode
- Gary Basaraba : Seth
- Dax Griffin : Denny Raines
- Gregory Alan Williams : Détective Ron Brewster
- Anthony Addabbo : Agent James
- Suehyla El-Attar : Linda Bond